# Regionalismo literario estadounidense
Máximo el término a menudo utilizado indistintamente con el término "local color", es un estilo o género de escritura en los Estados Unidos que ganó popularidad entre mediados y finales del siglo XIX y principios del XX. En este estilo de escritura, que incluye tanto poesía como prosa, el entorno es particularmente importante y los escritores a menudo enfatizan características específicas, como el dialecto, las costumbres, la historia y el paisaje, de una región en particular, a menudo una que es "rural y/o provincial". ".  El regionalismo está influenciado tanto por el realismo como por el romanticismo del siglo XIX, adhiriéndose a una fidelidad de descripción en la narrativa pero también infundiendo al cuento costumbres, objetos y personas exóticas o desconocidas.
Los críticos literarios sostienen que el regionalismo literario del siglo XIX ayudó a preservar las identidades regionales estadounidenses y al mismo tiempo contribuyó a los esfuerzos de reunificación interna después de la Guerra Civil.  Richard Brodhead sostiene en Cultures of Letters : "La representación del regionalismo de las culturas vernáculas como enclaves de tradición aislados de un contacto cultural más amplio es palpablemente una ficción... su función pública no era sólo lamentar las culturas perdidas sino proporcionar una cierta historia de las culturas contemporáneas y de las relaciones entre ellos" (121). 
Amy Kaplan, por el contrario, debate las relaciones raciales, el imperio y el regionalismo literario en el siglo XIX, señalando que "las regiones pintadas con 'color local' están atravesadas por la historia olvidada de conflictos raciales con habitantes regionales anteriores y, en última instancia, son producidas y engullidas por la economía capitalista centralizada que genera el deseo de retirada" (256). El crítico Eric Sundquist sugiere en última instancia la desigualdad social inherente a la distinción estética entre autores realistas y regionalistas, señalando: "El poder económico o político puede considerarse en sí mismo como definitivo de una estética realista, en el sentido de que aquellos en el poder (por ejemplo, los hombres urbanos blancos) han sido juzgados más a menudo como 'realistas', mientras que aquellos destituidos de los puestos de poder (por ejemplo, los habitantes del Medio Oeste, los negros, los inmigrantes o las mujeres) han sido categorizados como regionalistas" (503). 
La revista Portico dirigida por Stephen Simpson y Tobias Watkins jugó un papel importante en la promoción de la crítica nacionalista literaria de Neal y otros durante sus dos años de publicación (1816-1818).  La United States Magazine and Democratic Review de John L. O'Sullivan fue una revista de gran éxito en la década de 1830 que publicó a muchos autores estadounidenses. O'Sullivan escribió en el primer número de la revista que "no tenemos literatura nacional [...] el principio vital de una literatura nacional estadounidense debe ser la democracia". Continuó diciendo que "la voz de Estados Unidos podría producir un efecto poderoso y beneficioso en el desarrollo de la verdad". En 1847 se fundó El Mundo Literario . Dedicada a reseñar obras estadounidenses, pronto se convirtió en una de las revistas literarias más influyentes de Estados Unidos. En 1850, el movimiento había tenido un éxito general. Los autores involucrados en el desarrollo de una literatura estadounidense continuarían dándole forma durante "los próximos 100 años".  

## Características
Cualquier movimiento literario tendrá su diversidad, pero existen ciertas características compartidas que ayudan a definir un movimiento literario. En el caso del regionalismo, estas características incluyen las siguientes: 
- Un enfoque en el escenario de la historia, a menudo hasta tal punto que parece que sucede poco más allá de la descripción del escenario y las personas;
- Personajes que son algo estereotipados y que ofrecen una imagen de rasgos comunes (reales o percibidos) de esa región;
- Mucha nostalgia y resistencia al cambio;
- Uso del dialecto local, especialmente en el diálogo;
- Descripción detallada de personas, lugares y cosas que el autor pretende resaltar.

## Escritores regionales
- James Lane Allen[9]
- Sherwood Anderson
- Mary Austin[9]
- Wendell Berry
- Alice Brown[9]
- George Washington Cable[10][9]
- Erskine Caldwell
- Alice Cary[9]
- Willa Cather
- Charles W. Chesnutt[9]
- Kate Chopin[9]
- Irvin S. Cobb
- August Derleth
- Alice Dunbar Nelson[9]
- Edward Eggleston[10][9]
- Sui Sin Far
- William Faulkner
- Mary E. Wilkins Freeman[9]
- Richard Ford
- Zona Gale[9]
- Hamlin Garland[9]
- Ellen Glasgow
- Davis Grubb
- Joel Chandler Harris[10][9]
- Bret Harte[10][9]
- Pauline Hopkins
- Sarah Orne Jewett[9]
- Garrison Keillor
- Grace King[9]
- Harper Lee
- Carson McCullers
- John Trotwood Moore
- Willie Morris
- Mary Noailles Murfree[9]
- John Neal[11]
- Flannery O'Connor
- Thomas Nelson Page[10][9]
- Suzan-Lori Parks
- Charles Portis
- Ron Rash
- Marjorie Kinnan Rawlings
- James Whitcomb Riley[10][9]
- Harriet Beecher Stowe[9]
- Gene Stratton-Porter
- Jesse Stuart
- Celia Thaxter[9]
- Maurice Thompson
- John Kennedy Toole
- Mark Twain[10][9]
- Robert Penn Warren
- Sam. R. Watkins
- Manly Wade Wellman
- Eudora Welty
- Thomas Wolfe
- Constance Fenimore Woolson[10][9]
- Martha Strudwick Young
- Zitkala-Sa[9]